# 三河臨海緑地
三河臨海緑地（みかわりんかいりょくち）は愛知県豊川市の御津町安礼の崎及び御津町佐脇浜と、豊橋市新西浜町にかけて広がる県営の緑地で、1994年（平成6年）3月に供用開始。

## 概要
北側（御津町安礼の崎）の「日本列島公園」佐脇浜駐車場の休憩所と安礼の崎と佐脇浜を結ぶ「ふれあいばし」、中央の「三河臨海緑地内臨海球場」と南側の芝生広場で構成されている。このほか、津波避難用の高台が整備されている。

## 施設

### 日本列島公園
1994年（平成6年）に開園した公園で面積は約5ha。日本列島のミニチュアを庭園風に再現しており、回遊散策ができるようになっている。
2016年公開のアニメーション映画『君の名は。』では新幹線で通過時の車窓風景として描かれており、聖地巡礼地の一つとなっている。

### 三河臨海緑地内臨海球場
三河臨海緑地内にある野球場。施設面積は31,962.33m2で、野球場2面、ソフトボール4面を備える。

## 交通アクセス
- JR東海道本線「愛知御津駅」下車、徒歩約40分
- 東名高速道路「豊川IC」より車で約30分